# Pac-Man Party
Pac-Man Party  (パックマンパーティ Pakkuman Pāti) es un videojuego de plataforma de Wii anunciado en la conferencia E3 del 2010 por Sega y Namco que consiste en un juego tipo tablero con varios minijuegos para dar homenaje al trigésimo cumpleaños al personaje del popular videojuego de mismo nombre Pac-man. Este es el segundo Pac-Man juego de mesa en una Nintendo de la consola (el primero fue Pac-Man Fever para la Nintendo GameCube), el primero con una nueva apariencia de Pac-man, el segundo que se basa en el Pac-man del programa de televisión Pac en 3D por Avi Arad (el primero fue Pac-Land basado en Pac-Man de Hanna Barbera), y el primer juego de Pac-man en una consola Wii.

## Desarrollo
Originalmente este juego fue anunciado por Sega y Bandai Namco pero después de unos desacuerdos Sega salio del proyecto.

## Fechas de lanzamiento
- Norteamérica:

16 de noviembre de 2010
- Latinoamerica

25 de noviembre de 2010
- Europa:

26 de noviembre de 2010
- Japón:

16 de diciembre de 2010
- Sudamérica:

1 de abril de 2011

## Personajes
'Jugables'
Clásicos
- El amarillo
- El rojo
- El azul
- El rosado
- El naranja

Nuevos
- Woofa el abominable hombre de las nieves
- Patra el Gato negro con traje amarillo
- Roger el robot de un ojo

'No Jugables'
De Historia
- Mr cookie

jefes
- Capitán tentáculos
- Kraken
- Idmon
- Arachne
- Bearserk

De Minijuegos
- Pookas gigantes
- Serpientes
- Fantasmas de Calavazas Naranjas y Verdes
- Una Gallina y Pollitos
- Pacmans Camarografos
- Pacmans Cocineros
- Pacmans y Fantasmas Espectadores
- Fantasmas lanza bloques
- Ovejas

De tablero
- Una Gran Rana
- Ranas

## Tableros
- Bosque Frondoso
- Oasis Imaginario
- Acantilado Cristal
- Avenida Celebración
- Reliquia aterradora wii

## Partes de un Tableros
- Fábrica de galletas: es en donde se inicia y termina las partidas. Cuando se pasa por esta casilla se recibe 500 galletas más 200 por cada castillo que el jugador posea.
- Castillos grises: no pertenecen a nadie.
- Castillos de color: pertenecen a un personaje determinado dependiendo del color.
- Casilla de sorpresa: ocurre una sorpresa al pasar por ella.
- Tienda de Tarot: aquí se escogen cuatro cofres morados y ocurren cosa neutrales.
- Tienda del Doctor labo: aquí se escogen cuatro cofres azules y el doctor labo te presta uno de sus inventos.